# エディンバラ級軽巡洋艦
| エディンバラ級軽巡洋艦                  | エディンバラ級軽巡洋艦 |
| --------------------------------------- | --- |
| 竣工時のエディンバラ（HMS Edinburgh）。 | |
| 艦級概観                                | |
| 艦種                                    | 軽巡洋艦 |
| 艦名                                    | 都市名 |
| 前級                                    | グロスター級 |
| 次級                                    | ダイドー級 |
| 性能諸元                                | |
| 排水量                                  | 基準：10,260トン 満載：-トン |
| 全長                                    | 186.99m |
| 水線長                                  | 176.47m |
| 全幅                                    | 常備：19.3m 満載：-m |
| 吃水                                    | 5.3m |
| 機関                                    | アドミラリティ式重油専焼三胴型水管缶4基 +パーソンズ式ギヤードタービン 4基4軸推進 |
| 最大出力                                | 80,000shp |
| 最大速力                                | 32.5ノット |
| 航続距離                                | 12ノット/12,200海里 |
| 燃料                                    | 重油：2,250トン |
| 乗員                                    | 850名 |
| 兵装                                    | 竣工時： 15.2cm（50口径）三連装砲4基 10.2cm（45口径）連装高角砲6基 7.62cm（40口径）単装高角砲2基 4cm（39口径）八連装ポンポン砲2基 Mk.III 12.7mm（50口径）四連装機銃2基 53.3cm魚雷発射管3連装2基 ベルファスト（1943年）： 15.2cm（50口径）三連装砲4基 10.2cm（45口径）連装高角砲4基 4cm（39口径）四連装ポンポン砲2基 &同四連装ポンポン砲4基 エリコン 2cm（76口径）連装機銃12基 53.3cm魚雷発射管3連装2基 航空装備なし ～1959年（ベルファスト）： 15.2cm50口径MkXXIII3連装砲 4基 10.2cm45口径MkXVI単装高角砲 4基 2ポンド8連装ポンポン砲 2基 同4連装砲 4基 20㎜連装機銃 12基 53.3cm3連装水上魚雷発射管 2基 航空装備なし |
| 装甲                                    | 舷側：114mm（機関部・水線部） 甲板：32～38mm（主甲板） 主砲塔：102mm（前盾） 51mm（側盾・後盾・天蓋） 弾薬庫：114mm（壁面） 25mm（天蓋） |
| レーダー                                | 279型（対空） |
| 航空兵装                                | 竣工時：水上機：3機 固定式カタパルト：1基 ベルファスト（1943年）：全撤去 |

エディンバラ級軽巡洋艦（エディンバラきゅうけいじゅんようかん、Edinburgh Class Light Cruiser）は、イギリス海軍の軽巡洋艦の艦級。エディンバラ級はイギリス海軍が1936年に締結した第二次ロンドン海軍軍縮条約に基いて竣工させた艦級であり、グロスター級、サウサンプトン級と共にタウン級軽巡洋艦のサブクラスと見なされる場合もある。

## 概要

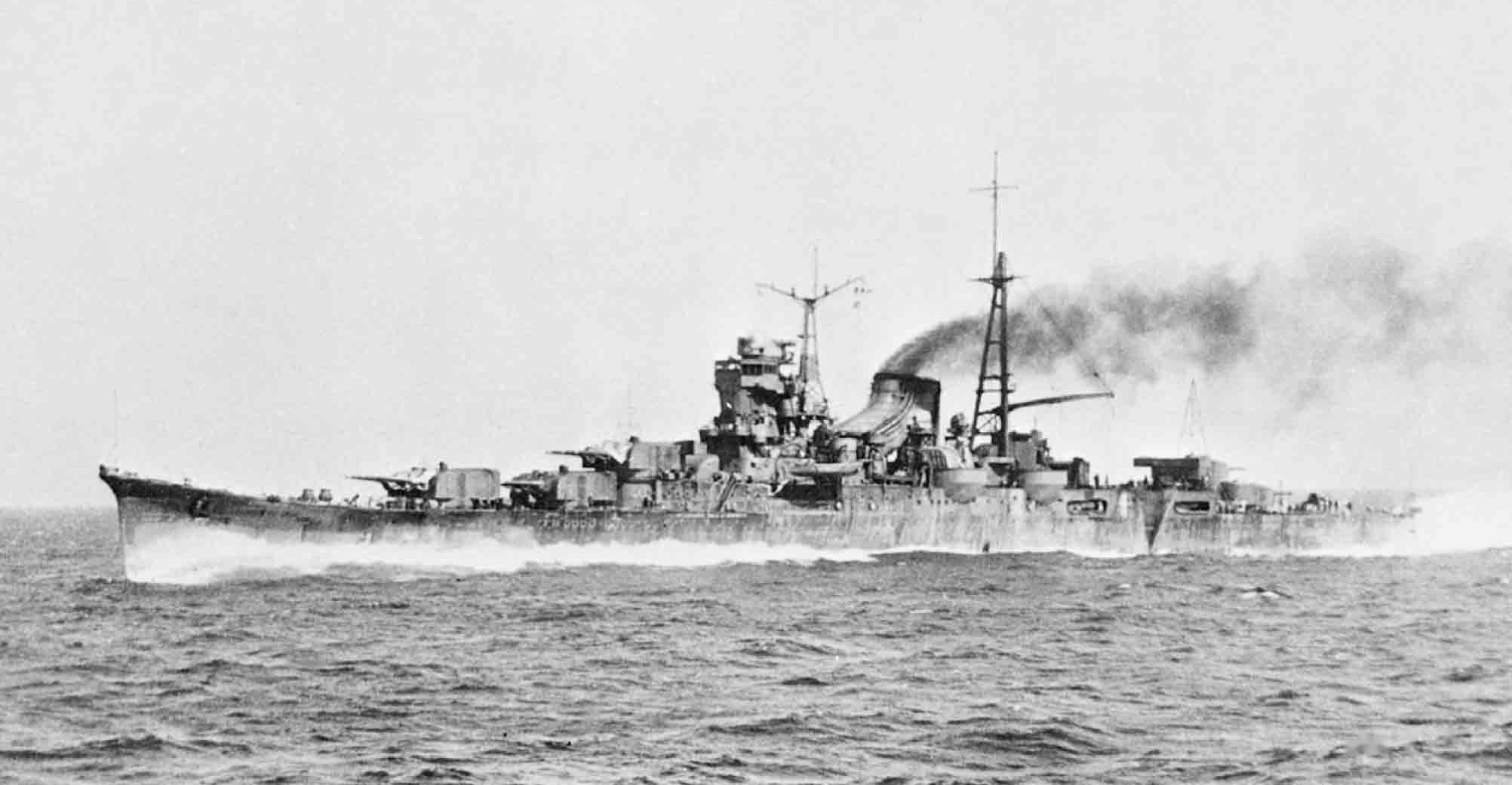
写真は日本海軍の最上型最上。条約排水量を超過した設計で15.5cm砲を15門も搭載できた。

エディンバラ級は、サウサンプトン級に引き続き建造されたタウン級軽巡洋艦の第三グループである。前級において対空火器の不足が問題となったため、艦形を10,000トン台まで大型させて10.2cm連装高角砲を前級の1.5倍である6基を竣工時から搭載するなど対空火器を強化した。前級との外観の識別点として機関配置がボイラー→タービンだったのがタービン・ボイラーと逆にした事により艦橋と煙突の間が大きく離れているのが識別点である。このおかげで、風向きにより1番煙突からの高温の煤煙が艦橋にかかる欠点を軽減させた。防御力も強化されたエディンバラ級であるがネームシップの「エディンバラ」は戦没、2番艦「ベルファスト」が記念艦としてテムズ川に係留保存されている。

## 艦形

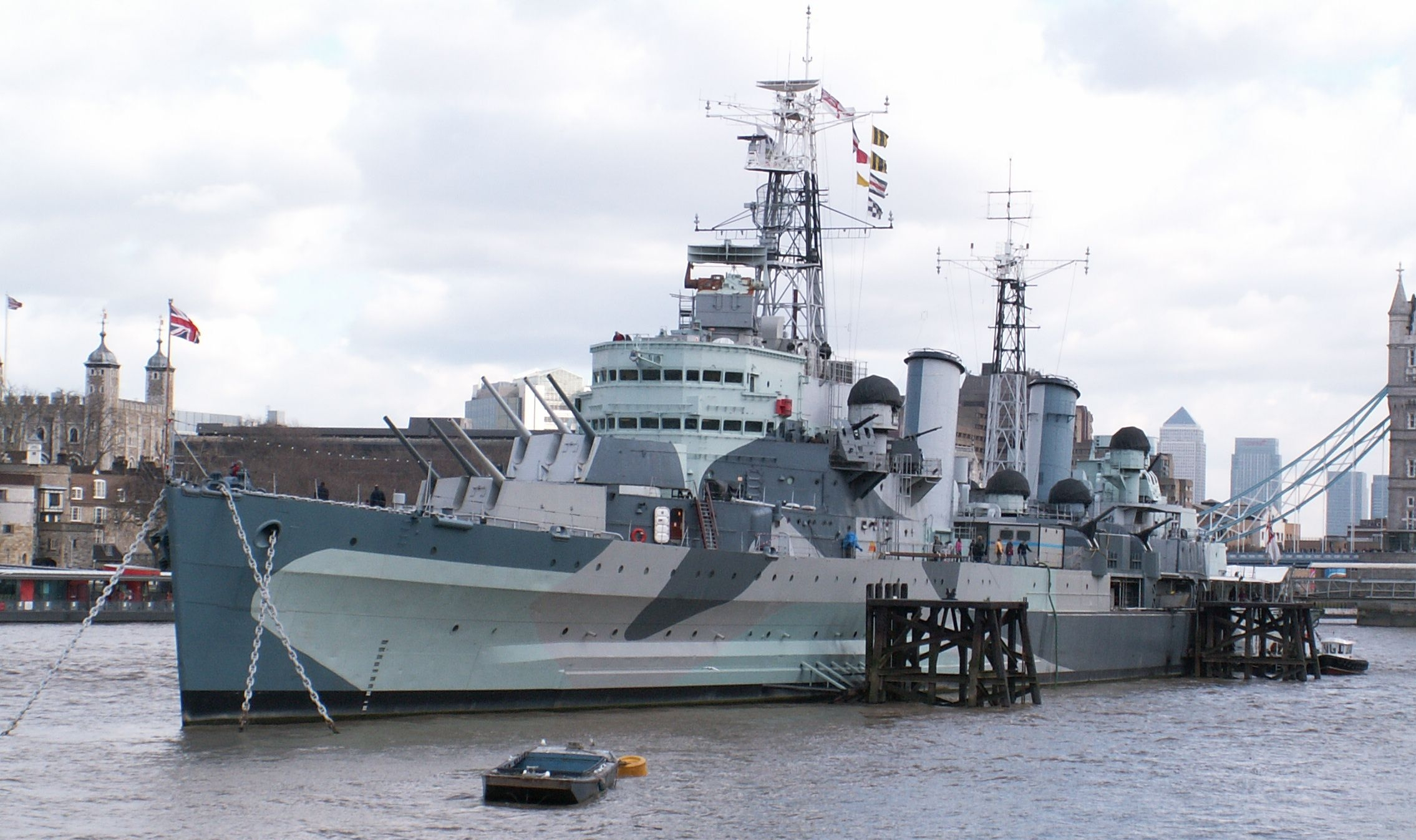
写真はベルファスト。

エディンバラ級の基本デザインはリアンダー級の拡大型として設計を一新しており、艦首乾舷の高い長船首楼型船体を採用している。軽いシア（反り返り）の付いた艦首甲板から15.2cm速射砲を三連装に収めた主砲塔を背負い式で2基、船体に比して大型すぎる塔型艦橋と軽量な三脚型の前部マストが立つ。
機関のシフト配置の変更のために2本煙突は艦橋から大きく後方に離され、その間は水上機施設となっており、中央甲板上に中心に対して直角に埋め込まれたカタパルトを挟んで1番煙突の基部クレーンが片舷1基ずつ計2基が配置された。これにより1番煙突の後方は対空火器が集中しており、10.2cm高角砲を連装砲架で片舷3基ずつ計6基を配置し、その下部の舷側甲板上に53.3cm魚雷発射管が三連装で片舷1基ずつ計2基配置された。構造物が嵩上げされた事により2番煙突と後部見張所と後部マストの位置が上昇し、上部構造物の上に配置された3番・4番主砲塔の位置も艦首側と同等となり後向きで2基が背負い式配置された。
2番艦ベルファストは1956年から1959年にかけてデヴォンポート工廠で近代化改装を受け、重量化するレーダーアンテナのために前後マストを複雑なラティス型マストに更新した。また、化学兵器・核兵器使用可で行動するために空調施設と洗浄装備を新たに搭載した。この時に丸みを帯びた艦橋構造はタイガー級に準じた角型の艦橋構造に一新された。

## 武装

### 主砲

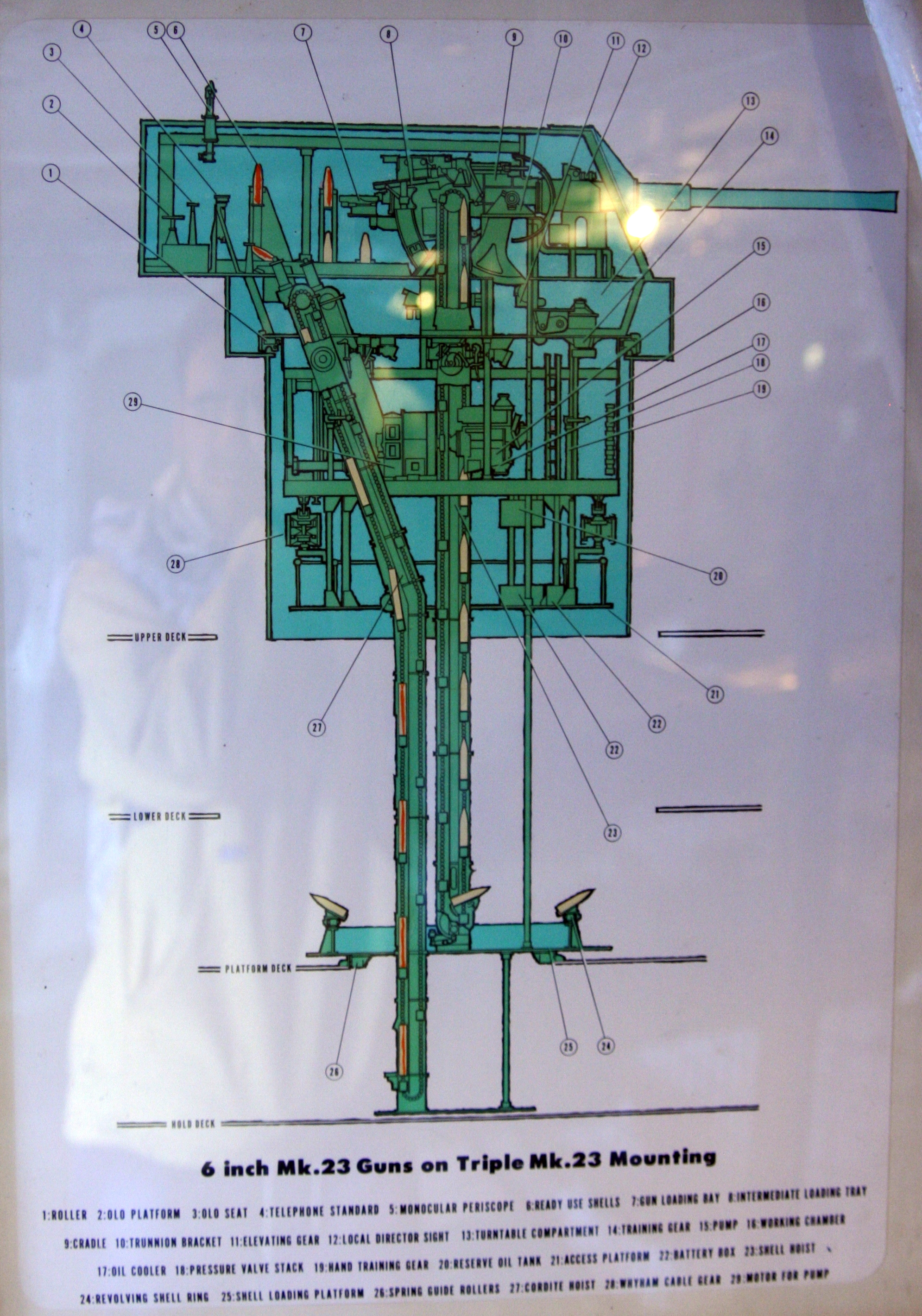
「Mark XXIII 15,2cm（50口径）速射砲」の断面図。

エディンバラ級の主砲は、新設計の「Mark XXIII 15,2cm（50口径）速射砲」である。エディンバラ級はイギリス海軍の巡洋艦では初の三連装砲塔を採用したが、三連装砲塔自体はイギリス海軍のネルソン級戦艦ですでに採用されていたが、エディンバラ級の物は3門の砲身のうち中央部の砲身が奥まった特徴的な設計であった。その性能は同世代の連合側では軽い50.8kgの砲弾と最大射程23,300m（仰角45度）という比較的平凡なものである。俯仰能力は仰角45度、俯角5度である。各砲塔は単体首尾線方向を0度として左右150度の射界を確保する。発射速度は毎分8発であるが実用上は6発程度であった。

### 備砲、魚雷兵装

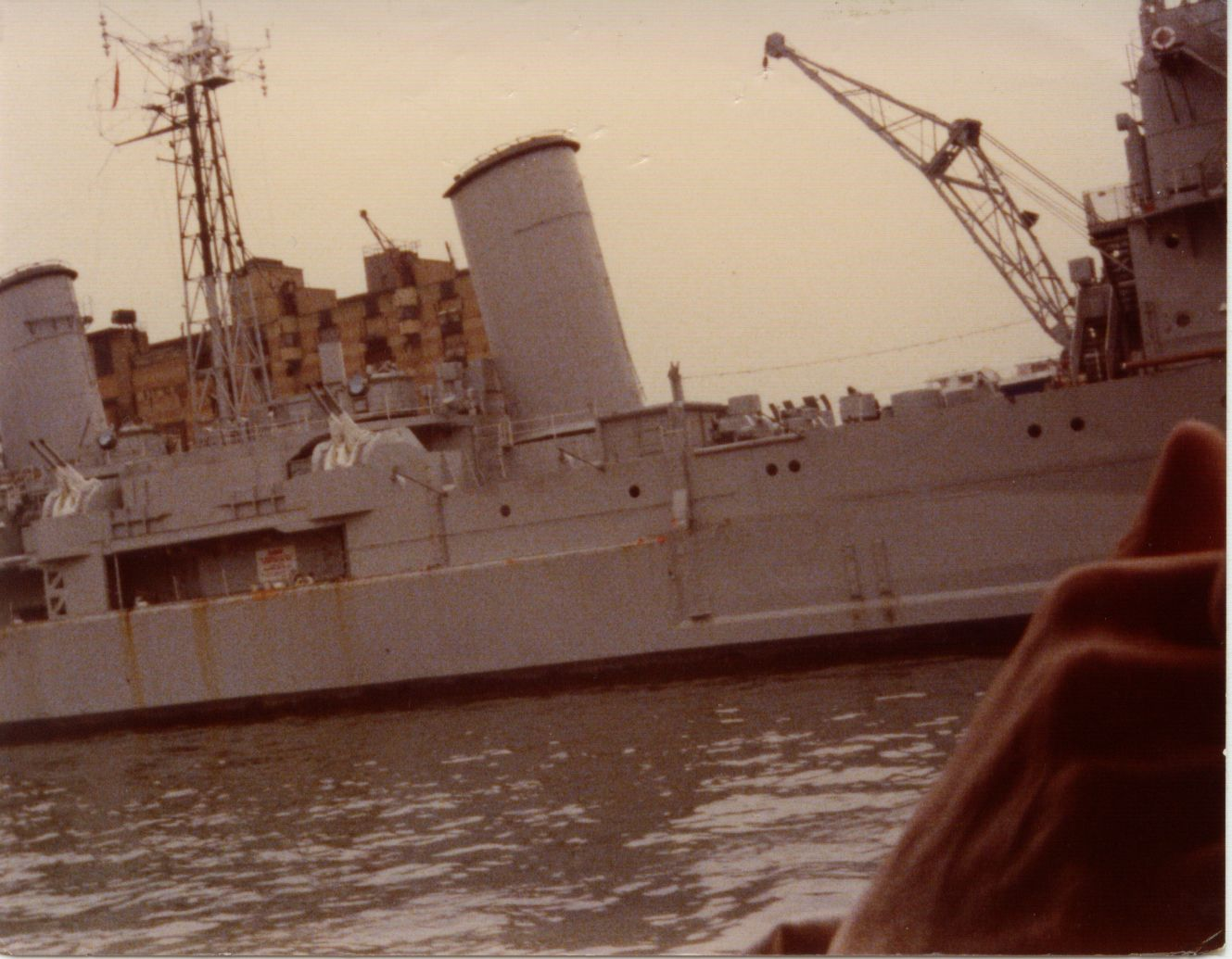
写真はベルファストの舷側に2基配置された10.2cm（50口径）連装高角砲。

高角砲は「1930年型 10.2cm（50口径）高角砲」を引き続き採用している。15.9 kgの砲弾を仰角45度で18,150m、最大仰角80度で11,890mの高度まで到達できた。左右方向に170度旋回でき、俯仰は仰角80度、俯角10度であった。発射速度は毎分15発だった。これを連装砲架で4基8門を搭載した。他に4cm（39口径）ポンポン砲を四連装砲架で2基、12,7mm（62口径）機銃を四連装砲架で2基搭載した。魚雷兵装は53,3cm三連装魚雷発射管を片舷1基ずつ計2基装備した。前述の機関配置の変更により高角砲弾は前部弾薬庫からチェーン駆動ベルトコンベアにより約33mもの距離を運ばなければならなくなり弾薬供給に問題があった。

## 機関

イラストはアドミラリティ式三胴型水管缶。

機関配置は主缶を2基ずつを前後に別けて配置するシフト配置を採用しており、そのために煙突の前後が広く離れている。アドミラルティ三胴式重油専焼水管缶4基にパーソンズ式オール・ギヤードタービン4基4軸の構成と同じであるが、出力は前級の75,000馬力で32ノットから1割強化された82,500馬力が得られたことにより艦形の肥大化後も速力は32.25ノットを発揮した。

## 防御
水線装甲の最大厚こそ前級と変わりないが、防御範囲を前後に拡張し甲板防御も強化された。そのため、第1グループよりも防御重量が約500t増大した。後に核及び化学兵器に対する空気洗浄装置を完備している。

## 同型艦
- エディンバラ

1939年竣工、1941年ドイツ海軍のU456の雷撃の末、沈没処分。
- ベルファスト

1939年竣工、1963年の退役後の1971年に帝国戦争博物館の陳列館になり、現在に至る。